# Hernán Márquez
Hernán Márquez Beltrán (Empalme, Sonora 4 de septiembre de 1988) es un boxeador profesional mexicano. Ha sido campeón de peso mosca de la Asociación Mundial de Boxeo.

## Carrera profesional
Apodado Tyson por su estilo agresivo. Comenzó su carrera profesional el 21 de octubre de 2005, con una victoria por decisión unánime ante Noé Acosta. El 25 de julio de 2009, también ganó el título del Consejo Mundial de Boxeo USNBC con una victoria por decisión unánime en contra de Juan Escuer. Márquez ganó sus siguientes dos peleas antes de perder ante Richie Mepranum por decisión unánime de 10 asaltos. En su próxima pelea, se trasladó hasta la división de peso supermosca para pelear ante Nonito Donaire por el título interino peso supermosca de la Asociación Mundial de Boxeo . Perdió el combate en el octavo asalto.

## Título de la Asociación peso mosca
Después de anotar dos victorias consecutivas, regresó a la división de peso mosca de la Asociación Mundial de Boxeo ante el campeón mundial Luis Concepción. El mexicano fue a la Arena Roberto Durán y le quitó el cinturón mundial mosca. Concepción vendió carísima la derrota y el campeonato mundial. Márquez se lanzó a castigar el cuerpo de Concepción y de inmediato cambiaba para lanzar combinaciones al rostro que no lograron quebrar la vertical de su rival, pero sí lastimar duramente el rostro. Finalmente el médico tuvo que parar el combate. Márquez derrotó a Concepción por el undécimo asalto por nocaut técnico y convertirse en campeón del mundo. En su primera defensa, derrotó Edrin Dapudong por nocaut en el tercer round.

## Récord Profesional
| 43 Ganadas (30 knockouts), 10 Perdidas, 2 Empates |         |                         |      |               |            |                                                                   | |
| Res.                                              | Record  | Oponente                | Tipo | Round Tiempo  | Fecha      | Lugar                                                             | Notas                                                                                               |
| G                                                 | 25–0    | Juan Esquer             | UD   | 10 (10)       | 2009-07-25 | Palenque del Recinto Ferial, Nuevo Vallarta, Nayarit              | Gana el título vacante mosca de la CMB                                                              |
| G                                                 | 26–0    | Darwin Zamora           | TKO  | 6 (10)        | 2009-10-31 | Deportivo La Inalámbrica, Mérida, Yucatán                         | |
| G                                                 | 27–0    | Ricardo Armenta         | KO   | 2 (8)         | 2009-12-19 | Arena Itson, Ciudad Obregon, Sonora                               | |
| P                                                 | 27–1    | Richie Mepranum         | UD   | 10 (10)       | 2010-03-12 | Gaylord Hotel, Grapevine, Texas                                   | |
| P                                                 | 27–2    | Nonito Donaire          | TKO  | 8 (12)        | 2010-07-10 | Coliseo Jose Miguel Agrelot, San Juan                             | Título interino Super Mosca de la AMB.                                                              |
| G                                                 | 28–2    | Valentin Leon           | TKO  | 5 (10)        | 2010-09-24 | Centro de Usos Múltiples, Hermosillo, Sonora                      | |
| G                                                 | 29–2    | Omar Martínez           | KO   | 1 (10)        | 2010-12-10 | Gimnasio Municipal, Saltillo, Coahuila de Zaragoza                | |
| G                                                 | 30–2    | Luis Concepción         | TKO  | 11 (12)       | 2011-04-02 | Arena Roberto Duran, Panamá                                       | Gana el título Mosca de la AMB.                                                                     |
| G                                                 | 32–2    | Luis Concepción         | TKO  | 11 (12)       | 2011-10-29 | Centro de Usos Múltiples, Hermosillo, Sonora                      | Retiene el Título Mundial Mosca de la WBA.                                                          |
| G                                                 | 31-2    | Edrin Dapudong          | KO   | 3 (12)        | 2011-10-29 | Centro de Usos Múltiples, Hermosillo, Sonora                      | Retiene el Título Mundial Mosca de la WBA.                                                          |
| G                                                 | 33–2    | Richie Mepranum         | UD   | 10            | 2012-03-24 | Centro de Usos Múltiples, Hermosillo, Sonora                      | No disputó ningún título.                                                                           |
| G                                                 | 34–2    | Fernando Lumacad        | MD   | 10            | 2012-07-14 | Palenque de la Feria Ganadera, Culiacán, Sinaloa, México          | No disputó ningún título.                                                                           |
| P                                                 | 34–3    | Brian Viloria           | TKO  | 10 (12)       | 2012-11-17 | Home Depot Center, Carson, California                             | Por el Título Mundial Mosca de la WBO. Pierde el Título Mundial Mosca de la WBA.                    |
| G                                                 | 35–3    | Edgar Jimenez           | TKO  | 3 (10), 1:44  | 2013-04-19 | Gimnasio del Estado, Hermosillo, México                           | |
| G                                                 | 36–3    | Carlos Tamara           | UD   | 12            | 2013-06-01 | Estadio Sonora, Hermosillo, México                                | |
| P                                                 | 36–4    | Giovani Segura          | KO   | 12 (12), 2:59 | 2013-11-02 | Centro de Usos Múltiples, Hermosillo, México                      | |
| G                                                 | 37–4    | John Mark Apolinario    | UD   | 10            | 2014-04-26 | Centro Convenciones, Puerto Peñasco, México                       | |
| P                                                 | 37–5    | McJoe Arroyo            | KO   | 11 (12), 0:47 | 2014-06-14 | Arena Metropolitana Jorge Cuesy Serrano, Tuxtla Gutiérrez, México | |
| E                                                 | 37–5–1  | Ricardo Roman           | SD   | 8             | 2014-12-06 | Centro de Usos Múltiples, Hermosillo, México                      | |
| G                                                 | 38–5–1  | Roberto Lopez           | TKO  | 3 (6), 2:31   | 2015-03-14 | Auditorio Fausto Gutiérrez Moreno, Tijuana, México                | |
| G                                                 | 39–5–1  | Jose Alfredo Tirado     | TKO  | 8 (8), 2:09   | 2015-07-04 | Hermosillo, México                                                | |
| P                                                 | 39–6–1  | Juan Francisco Estrada  | KO   | 10 (12), 1:16 | 2015-09-26 | Centro de convenciones, Puerto Peñasco, México                    | Por los títulos mosca de la WBA (Super) y WBO                                                       |
| P                                                 | 39–7–1  | Luis Concepción         | UD   | 12            | 2015-12-17 | Roberto Durán Arena, Panama City, Panamá                          | Por el título interino supermosca de la WBA                                                         |
| G                                                 | 40–7–1  | Saul Banos              | KO   | 4 (10), 2:50  | 2016-07-23 | Empalme, México                                                   | |
| G                                                 | 41–7–1  | David Reyes             | SD   | 10            | 2016-09-30 | Palenque de la Expo, Ciudad Obregón, México                       | |
| P                                                 | 41–8–1  | Iran Diaz               | UD   | 10            | 2016-12-16 | Centro de Usos Múltiples, Ciudad Obregón, México                  | |
| E                                                 | 41–8–2  | Jose Quirino Jr.        | SD   | 8             | 2017-04-01 | Auditorio Fausto Gutiérrez Moreno, Tijuana, México                | |
| G                                                 | 42–8–2  | Eduardo Hernandez       | TD   | 4 (10), 3:00  | 2017-06-03 | Gimnasio del Estado, Hermosillo, México                           | Decisión técnica unánime después de que Márquez sufriera un corte por choque de cabezas accidental. |
| G                                                 | 43–8–2  | Jesús Beltrán           | KO   | 1 (10), 2:33  | 2017-11-18 | Centro de Usos Múltiples, Ciudad Obregón, México                  | |
| P                                                 | 43–9–2  | Jose Briegel Quirino    | RTD  | 9 (10), 3:00  | 2018-04-21 | Domo del Parque San Rafael, Guadalajara, México                   | |
| P                                                 | 43–10–2 | Francisco Rodríguez Jr. | KO   | 3 (12), 1:20  | 2018-10-20 | Centro de Convenciones, Cozumel, México                           | Por el título supermosca WBC Latino Silver                                                          |

## Títulos
Título Regional (es):
- Asociación Mundial de Boxeo peso mosca título Fedebol (2007)
- Consejo Mundial de Boxeo peso mosca Título USNBC (2009)

Título Mundial (es)
- Asociación Mundial de Boxeo Campeón de peso mosca (2011)